# Трабадело
Трабадело (ісп. Trabadelo) — муніципалітет в Іспанії, у складі автономної спільноти Кастилія-і-Леон, у провінції Леон. Населення — 447 осіб (2010).
Муніципалітет розташований на відстані близько 360 км на північний захід від Мадрида, 110 км на захід від Леона.
На території муніципалітету розташовані такі населені пункти: (дані про населення за 2010 рік)
- Мораль-де-Валькарсе: 37 осіб
- Парада-де-Сото: 32 особи
- Перехе: 41 особа
- Прадела: 87 осіб
- Сан-Фіс-до-Сео: 41 особа
- Сотело: 41 особа
- Сотопарада: 47 осіб
- Вільяр-де-Корралес: 13 осіб
- Парадела: 0 осіб
- Трабадело: 108 осіб

## Демографія
Динаміка населення (INE ):